# Johan Nordlander
Johan Nordlander, född 25 december 1853 i Multrå, död 4 december 1934 i Stockholm, var en svensk skolman och folklorist.

## Biografi
Efter studentexamen vid Härnösands högre allmänna läroverk 1875 studerade Nordlander vid Uppsala universitet
där han blev filosofie kandidat 1880. Han verkade sedan som läroverksadjunkt vid Norra Latin och Södra Latin i Stockholm 1895–1919. Nordlander behandlade i en mängd skrifter och tidskriftsuppsatser norrländsk folktro, tradition och kulturhistoria. Han har lämnat rika bidrag till ortnamns- och dialektologiforskningen samt upptecknat och utgett folksagor, bland annat Svenska folksagor (1892). Han utgav även från 1882 det innehållsrika verket Norrländska samlingar i 18 delar.
Nordlander blev korresponderande ledamot av Vitterhetsakademien 1908. Han är begravd på Norra begravningsplatsen utanför Stockholm.